# Regifugium
Regifugium ("koningsvlucht") was een Romeinse feestdag waarop de laatste Romeinse koning, Tarquinius Superbus, in 509 v.Chr. zou zijn verdreven.
De datum is evenwel omstreden, daar we pas vanaf Ausonius deze datum aantreffen in bronnen. Waarschijnlijk had 24 februari, evenals 24 maart en 24 mei, op een godsdienstige plechtigheid betrekking, aangeduid door Q. R. C. F. (quando rex comitiavit fas), namelijk op het offer van de rex sacrificulus, dat elke maand op het comitium werd verricht, en waarna deze zich in allerijl naar huis terug moest begeven. Dit schijnt een Etruskisch gebruik te zijn geweest.

## Referentie
- art. Regifugium, in F. Lübker - trad. ed. J.D. Van Hoëvell, Classisch Woordenboek van Kunsten en Wetenschappen, Rotterdam, 1857, p. 820.